# 统万之战
统万之战，是指在中國歷史上十六國時期的426年（夏承光二年、北魏始光三年）至427年（夏承光三年、北魏始光四年），北魏军進攻夏國都城统万城（今陕西省靖边县东北白城子）的一系列作战。戰事大致分為兩次進攻，第一次在426年，北魏主動攻擊夏國領有的蒲阪及包括長安在內的三輔地區，同時由北魏太武帝親自率軍進攻統萬，夏國因守將棄守城池而失去蒲阪及三輔地區，但皇帝赫連昌據守統萬宮城，讓北魏從統萬城退兵。第二次則是在427年，因夏國派軍試圖奪回長安，魏太武帝於是在魏夏兩軍於長安爭持之時亦乘虛進攻統萬，太武帝雖然事先準備了攻城器具，但作戰中卻不等待它們運來而僅以騎兵奔赴城下，成功引誘赫連昌出城迎敵，終擊敗夏軍並攻克統萬，在統萬置戍而還，赫連昌則西保上邽。
戰役後夏國失去了其都城統萬城，亦失去了大量土地及人口物資，實力太降而見衰落，數年後亦在北魏軍事壓力下滅亡:275。而北魏則因這次勝利而擴大其對關中及河西地區的影響力，為太武帝統一北方作戰的開端。

## 背景
夏國開國君主劉勃勃（後改姓赫連勃勃）出身匈奴鐵弗部，父親劉衞辰與北魏前身代國已多有爭戰，前秦滅代國之戰之導火線亦為劉衞辰不堪代國軍事力量而向前秦求援。北魏復國後，和鐵弗部亦屢有衝突，北魏道武帝在391年北魏滅劉衛辰之戰中，劉衞辰部被消滅，盡殺劉衞辰宗族，只有赫連勃勃成功出逃並最終依附後秦高平公沒弈于。不過，勃勃卻在407年（夏龍昇元年，北魏正始元年）以後秦與北魏交通為由襲殺沒奕于叛秦，自稱天王建立夏國政權。
夏國立國之初即進攻當時由後秦及南秦領有的秦涼地區，屢屢獲勝，勢力漸增之下更於413年（夏鳳翔元年，北魏永興五年）下令舉十萬之眾修築統萬城作為國都。由於當時任將作大匠的叱干阿利性格殘暴，築城時會用錐子測試修好的城牆強度，若果能刺進去一寸便會殺掉那段城牆的負責者，故此令到統萬城的城牆非常堅固。418年（夏昌武元年，魏泰常四年）赫連勃勃成功從上一年才滅亡後秦的東晉手中奪得關中地區，隨後稱帝，但拒絕了遷都長安（今西安市西北）的建議，理由正是認為統萬城能有效遏制大敵北魏，令對方不敢渡過黃河。
另一邊廂，北魏在柏肆之戰後從後燕手中奪取華北地區，除版圖大擴外亦籠絡大批原在後燕朝中任官的漢人，成功維持北魏在當地的統治:285。明元帝統治期間一系列徙民鼓勵耕作、畜牧和商貨的措施後令北魏經濟和物資狀況大有改善，更在423年趁南朝宋武帝去世的機會乘機襲取了宋河南地。北魏經道武、明元二帝的發展已成為華北強權，繼位的太武帝亦有意對外用兵，正伺機而動，而太武帝在425年（魏始光二年）派了龍驤將軍步堆及謁者僕射胡覲出使當時新獲擁立的宋文帝，和南朝短暫修和以專心即將發生的北面戰事:210:103。
424年（夏真興六年），赫連勃勃打算易儲，廢掉太子赫連璝而改立幼子酒泉公赫連倫，赫連璝聞訊先發制人領兵進攻赫連倫，最終赫連倫兵敗身亡，但勃勃三子太原公赫連昌卻在此時乘機襲殺赫連璝，收編了赫連璝的部眾回統萬城，勃勃遂立赫連昌為太子。425年（夏真興七年，魏始光二年）八月，赫連勃勃去世，赫連昌亦順利繼位為帝。同年北魏亦對柔然用兵，兵分五道齊進，令得柔然北逃避戰，暫時消除北方威脅。

## 經過

### 第一次進攻
426年（夏承光二年，魏始光三年），西秦王乞伏熾磐派使者出使北魏，又請伐夏。太武帝與群臣討論該先進攻柔然還是夏國時，大部分魏臣都認為柔然是大患，應優先平定，即使不然消滅亦能掠得大量戰利品；但崔浩直指夏國國小但殘暴，勸太武帝出兵滅之。太武帝遂在九月以赫连勃勃去世，諸子相攻為理由起兵攻夏，命司空奚斤率兵四万五千攻打蒲阪（今山西省永济市西南），宋兵将军周几率万人攻打陕城（今河南省陕县），以河东郡太守薛谨为向导。十月，太武帝自平城（今山西省大同市东北）出发，于十一月进至君子津（今内蒙古和林格尔东北），正当严寒，黄河冰封，魏军轻骑二万渡河袭击夏都统万城。魏軍逼近統萬城時正值冬至，赫连昌正与群臣欢宴，听说魏军来攻，在魏軍離城僅有三十多里時才仓皇出城迎戰，遭太武帝親自率領的部隊擊敗，只得敗逃回城。魏将豆代田乘統萬城開門迎接赫連昌敗軍未及關閉的機會率部杀入西宫，焚烧其西门而还。魏军在城北過了一晚，次日派軍四出搶掠，俘虏残杀数万人，得牛马十余万。不過赫連昌仍然據守堅固的宮城抵抗，太武帝以其當前兵力無法攻下，遂強迁統萬城民万余家而还，不過他們在回軍路上死了很多人，只得六七成人能活著到平城:211:104-5。
進攻關中地區方面，夏弘农郡太守曹达得知周几率军将至，不战逃走，魏军得以长驱直入三輔地區。蒲阪守將赫連乙斗得悉奚斤來攻便派使者到統萬城請求援軍，但使者到統萬時正正遇上魏太武帝攻擊統萬，圍攻宮城的場景，回蒲阪後便稱統萬城已失守，嚇得乙斗棄城西走長安，奚斤順利攻佔蒲阪。到長安後乙斗又和长安的守将赫連助興再西走安定。最終在十二月，奚斤佔領长安，秦、雍一带的氐、羌全都降于北魏。北凉国王沮渠蒙逊及氐王杨玄先后派使者请依附北魏:105-6。

### 第二次進攻
427年正月，赫连昌命令平原公赫连定率众二万往攻长安試圖收復失地，太武帝知悉後即下令于阴山伐木，大造攻具，準備再次伐夏。三月，命高凉王拓跋礼镇守长安，又命执金吾桓贷在君子津造桥。四月，奚斤与赫连定在長安一線戰況膠著，太武帝便打算趁這機會進攻統萬，命司徒长孙翰、廷尉長孫道生、宗正娥青率三万骑为前驱，常山王拓跋素、太僕丘堆和將軍拓跋大毗率步兵三万作后继，南阳王拓跋伏真、桓貸、將軍姚黃眉率步兵三万运送攻城武器，另以将军贺多罗率精骑三千作候骑，充当前哨。五月，魏太武帝留下龙骧将军陆俟率领诸军防备柔然，自率军从平城出发，並经君子津过黄河。太武帝到達拔邻山（今内蒙古和林格尔）後下令筑城並留下辎重，自領轻骑三万倍道先行。群臣担心轻军前往难以取胜，力諫要等待有攻城器具的步兵部隊到來才進攻。但太武帝卻認為攻城為下，敵人見大軍和攻城器具出現必然會死守城池，一旦一時間攻不下就會陷入軍糧耗盡，在附近也掠奪不到物資補給的困境；相反魏军僅以輕騎示人必然會令敵人放下戒心，加之示弱诱之出战，再以死力与之決战，定可获胜。六月，武帝至统万以北的黑水，分兵埋伏于深谷，自領少數輕騎兵进抵統萬城下诱战。赫连昌想要等待赫连定率兵来援，然后内外夹击，故下令闭城堅守。太武帝從新降的夏將狄子玉得知赫連昌的意圖，担心夏军不出战，于是退军以示弱，另派五千骑兵西掠居民。正好有北魏军士因犯罪而亡奔于夏，放出魏军粮尽，物資短缺而后继的步兵未至，乃出擊良機的情報，赫连昌于是率步骑三万出击。太武帝急忙收兵假装逃走引誘夏軍追擊消耗體力。赫連昌見魏軍撤退便下令將兵陣變陣成两翼加緊追击。其時戰場上出現風雨，吹起的東南風令魏軍處於不利的逆風位置，一個懂方術的宦官勸太武帝現在快點撤走以待良機，但崔浩卻認為夏軍已縱軍深入，後無援軍了，反建議趁機會分兵潛行掩擊敵人。太武帝听从崔浩之言，分骑兵为左右两队，偷偷绕到夏军之后，讓他們在顺风位置奇襲夏軍。交戰期間太武帝一度墮馬，差點被夏軍擒獲，但在拓跋齊奮力捍衞下成功爬回馬上，即使中了流矢仍負傷奮戰，親手殺了十多人，最後大败夏军。赫连昌軍隊潰敗，因魏軍騎兵追得太緊而無法回到統萬城，只好逃奔上邽（今甘肃省天水市）。魏军在統萬城北大殺萬多人，包括赫連昌弟河南公赫連滿以及侄子赫連蒙遜。當日黃昏夏尚書僕射問至見赫連昌無法回城，遂帶著赫連昌母親棄城，魏軍隨後攻入统万城，俘获夏国王公、大臣、将校及后妃、宫人以万数，又获马三十余万匹、牛羊数千万头，府库珍宝，器物不计其数。長孫翰一直追擊赫連昌敗軍至高平才放棄。原本打算攻下長安後才馳援統萬城的赫连定听说统万城已被攻破，亦急忙撤軍逃到上邽。太武帝率军东还，以拓跋素为征南大将军，与桓贷、莫云留守统万 :211-3:106-8。

## 影響
- 北魏在此戰役中大敗夏國，獲得了長安及統萬兩個重鎮，殺掠大量人口及物資，夏國軍事力量大降，但太武帝未有急於滅夏，戰略重心轉回對付北方的柔然[13]:102反倒是一直在長安防守赫連定，戰後受命班師的司空奚斤堅持要乘勝追擊，太武帝遂答允增兵奚斤讓他進攻上邽。次年（428年）赫連昌受其軍事壓力被逼退守平涼，監軍侍御史安頡更繞過奚斤一舉俘虜赫連昌，立下功勞，惟奚斤不滿功勳不在已，遂輕率進攻由赫連定死守的平涼，反而遭對方擊敗，奚斤等將被俘，至430年北魏攻克平涼後才得歸國，更令長安復入夏國之手[12]:213[1]:275[27][28]。但此戰令北魏在秦涼地區影響力大增，仇池王楊玄、北涼王沮渠蒙遜都在此戰時遣使表示願意附魏；早已附魏的西秦，其君主乞伏暮末後來面臨北涼軍力逼迫的困境，更曾試圖在魏攻平涼的時間請求歸魏[29]；吐谷渾首領慕璝亦在赫連定渡過黃河途中對其進行突襲，消滅夏國殘餘勢力並將赫連定獻給北魏示好[30][13]:111。此戰為其日後滅北涼統一北方及出征西域提供基礎。
- 李順在此戰中亦有參戰並有戰功，但其實太武帝原本是想讓李順總領先鋒部隊進攻，惟一直看輕李順的崔浩向太武帝表示其性格不可以由其獨任，才讓李順失去更大的表現機會。崔浩在此戰中不但在開始時力主伐夏，在擊潰赫連昌一戰時即使面前風向不利之際仍能提出讓魏軍扭轉敗局的建議，崔浩遂在其後北魏多場對外軍事行動中都為太武帝出謀劃策，愈見親待；但太武帝亦寵信李順，即使崔浩曾告發李順在出使北涼時收受沮渠蒙遜賄賂而有所隱瞞也不相信，直至最後在北魏滅北涼之戰中太武帝發現李順一直謊稱北涼都城姑臧（今甘肅武威市）周邊無水草而反對出兵北涼，崔浩就藉有人告發李順為北涼舊臣品評官爵時受賄而進言批評李順，終令太武帝誅殺李順[31]。